# Великі Пороги
Великі Пороги (рос. Большие Пороги) — присілок у Всеволожському районі Ленінградської області Російської Федерації.
Населення становить 128 осіб. Належить до муніципального утворення Свердловське міське поселення.

## Історія
Від 1 серпня 1927 року належить до Ленінградської області.

## Населення
| 1838 | 1848 | 1862 | 1896 | 1939 | 1940 | 1958 |
| ---- | ---- | ---- | ---- | ---- | ---- | ---- |
| 102  | ↗180 | ↘159 | ↗195 | ↗460 | ↗661 | ↘118 |
| 1997 | 2007 | 2010 | 2017 |      |      |      |
| ↘5   | ↗49  | ↗128 | →128 |      |      |      |